# V357 Carinae
V357 Carinae eller HD 79351, är en trippelstjärna i norra delen av stjärnbilden Kölen. Den har en genomsnittlig skenbar magnitud av ca 3,43 och är synlig för blotta ögat där ljusföroreningar ej förekommer. Baserat på parallaxmätning inom Hipparcosuppdraget på ca 7,3 mas, beräknas den befinna sig på ett avstånd på ca 450 ljusår (ca 137 parsek) från solen. Den rör sig bort från solen med en heliocentrisk radialhastighet på ca 23 km/s.

## Egenskaper
Primärstjärnan V357 Carinae Aa är en vit till blå underjättestjärna av spektralklass B2 IV-V. Den har en massa som är ca 9,2 solmassor, en radie som är ca 5 solradier och har ca 2 500 gånger solens utstrålning av energi från dess fotosfär vid en effektiv temperatur av ca 21 700 K.
V357 Carinae är en astrometrisk dubbelstjärna, vilket betyder att dess rörelse på himlen sker i ett omlopp kring en osynlig följeslagare. Den är också en enkelsidig spektroskopisk dubbelstjärna och möjligen ett trippelsystem. De två närmaste komponenterna kretsar runt varandra på 6,74 dygn, medan den observerade astrometriska rörelsen är mycket längre.

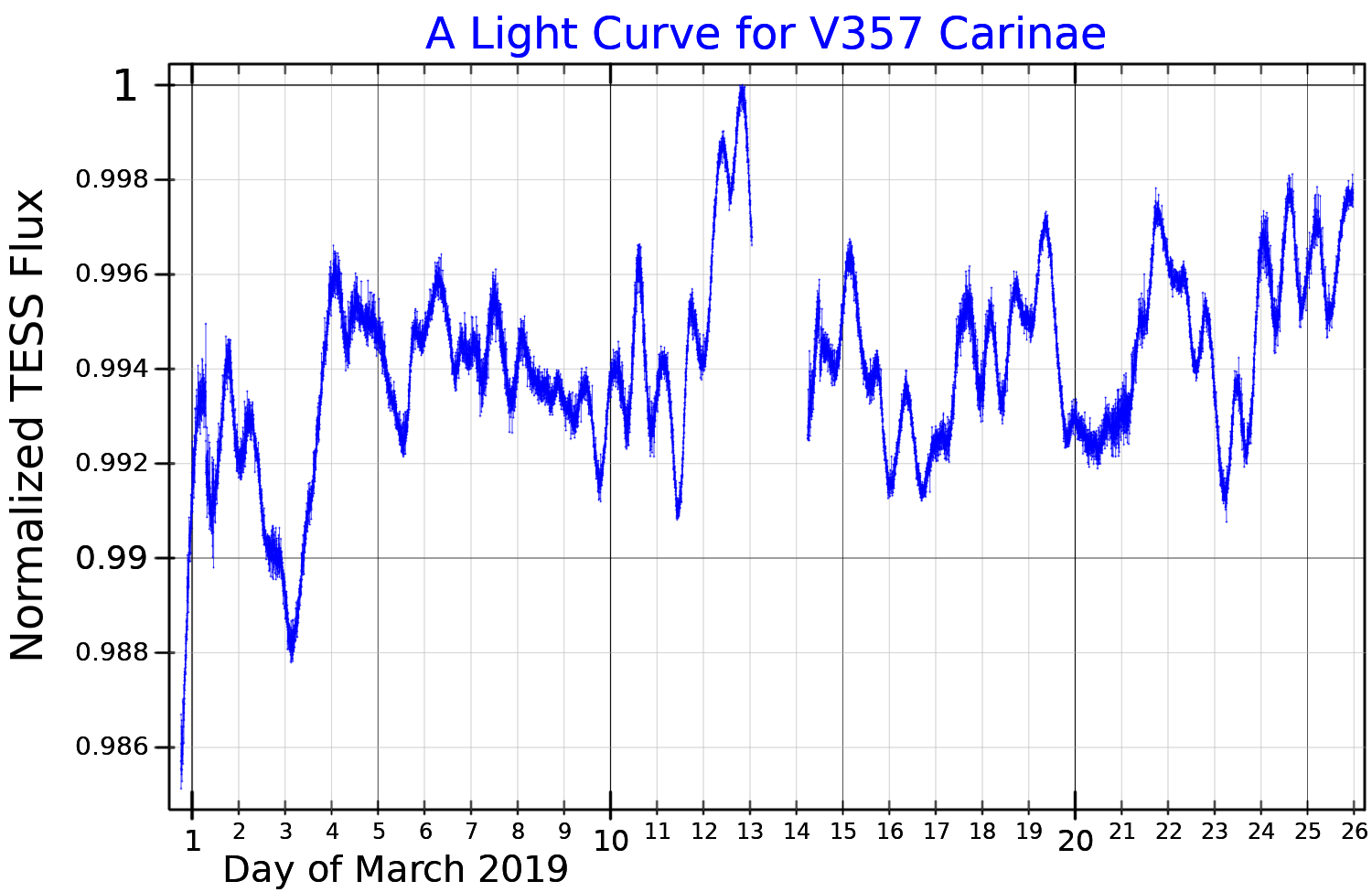
Ljuskurva för V357 Carinae, plottad från TESS-data.

## Variation
V345 Carinae är en trolig variabel stjärna med ljusstyrka som varierar från magnituden +3,41 till +3,44 med en period på 6,74 dygn. Den klassificerades som en förmörkande dubbelstjärna i Gaposchkins ursprungliga katalog över variabla stjärnor, även om variationen ofta ansågs tveksam. Den tros nu med största sannolikhet vara en mycket ytlig förmörkande dubbelstjärna.